# Рацибори (Мазовецьке воєводство)
Рацибори (пол. Racibory) — село в Польщі, у гміні Тарчин Пясечинського повіту Мазовецького воєводства.
Населення — 291 особа (2011).

## Демографія
Демографічна структура станом на 31 березня 2011 року:
|          | Загалом | Допрацездатний вік | Працездатний вік | Постпрацездатний вік |
| -------- | ------- | ------------------ | ---------------- | -------------------- |
| Чоловіки | 149     | 32                 | 100              | 17                   |
| Жінки    | 142     | 27                 | 86               | 29                   |
| Разом    | 291     | 59                 | 186              | 46                   |